# Annetta North
Annetta North é uma cidade  localizada no estado norte-americano do Texas, no Condado de Parker.

## Demografia
Segundo o censo norte-americano de 2000, a sua população era de 467 habitantes. 
Em 2006, foi estimada uma população de 531, um aumento de 64 (13.7%).

## Geografia
De acordo com o United States Census Bureau tem uma área de 
8,6 km², dos quais 8,6 km² cobertos por terra e 0,0 km² cobertos por água.

## Localidades na vizinhança
O diagrama seguinte representa as localidades num raio de 8 km ao redor de Annetta North. 